# Toshiaki Ōkubo
Pour les articles homonymes, voir Ōkubo.
Ōkubo Toshiaki, 3e marquis Ōkubo (大久保利謙) (25 janvier 1900 - 31 décembre 1995) est un homme politique et universitaire japonais.